# Монолит (фильм)
«Монолит» (англ. Monolith) — художественный фильм производства США. Фильм снят в жанре фантастики и вышел в свет в 1993 году.

## Сюжет
Двое полицейских из Лос-Анжелеса Такер и Флинн становятся свидетелями убийства маленького мальчика. Убийца - русская женщина-ученый дает невнятные объяснения своему поступку. Вскоре в полицейский участок являются некие высокопоставленные лица, которые забирают арестованную и труп ребенка. Такер, в прошлом потерявший семью от рук убийцы, решает разобраться и следит за ними, Флинн присоединяется к нему. В итоге коллеги выходят на лабораторию, занимавшуюся исследованием некоей инопланетной сущности, способной перемещаться из одного тела в другое и убивать, сжигая. По случайности эта сущность оказалась на свободе и теперь бродит по городу, а правительственные агенты пытаются устранить Такера и Флинн, ставших опасными свидетелями. Сущность же овладевает Такером и у Флинн есть лишь два часа, чтобы спасти напарника.

## В ролях
- Билл Пэкстон — Такер
- Линдси Фрост — Тэрри Флинн
- Джон Хёрт — Виллано
- Луис Госсетт-младший — капитан Мак Кандлесс
- Пол Гэнус — Коннор
- Эндрю Лэмонд — Шэффер
- Мюзетта Вандер — Катя Павлова

## Съёмочная группа
- Автор сценария: Стивен Листер
- Режиссёр: Джон Айрес
- Оператор: Алан Троу
- Монтаж: Джоэл Гудман
- Композитор: Фрэнк Беккер
- Художник: Марк Харрис
- Костюмы: Мег Гудвин
- Продюсеры: Джефф Гриффитс и Джон Айрес
- Исполнительные продюсеры: Джефф Гриффитс, Рудигер Фон Спайес и Джон Айрес